# کالج کوهستانی ساحلی
کالج کوهستانی ساحلی (CMTN) یک مؤسسه آموزشی دانشگاهی معتبر و دارای بودجه عمومی است که به جوامع منطقه شمال غربی بریتیش کلمبیا خدمت می‌کند. این کالج عضو شبکه دانشگاه قطب شمال، و کالج‌ها و مؤسسات کانادا (CiCan) است.
ساخت مدرسه حرفه ای بریتیش کلمبیا در سال ۱۹۶۵ آغاز شد. این مدرسه در سپتامبر ۱۹۶۸ افتتاح شد. افتتاحیه رسمی در ۱۱ اوت ۱۹۷۰ برگزار شد. کالج نورث وست در سال ۱۹۷۵ در این مکان تأسیس شد. این نام به زودی به کالج جامعه شمال غربی (NWCC) تغییر یافت و در ۱۸ ژوئن ۲۰۱۸ به کالج کوهستانی ساحل تغییر نام داد.